# Lew Wassiljewitsch Owsjannikow
Lew Wassiljewitsch Owsjannikow, russisch Лев Васильевич Овсянников, englische Transkription Lev Vasilievich Ovsyannikov, (* 22. April 1919 in Wassilsursk, Oblast Nischni Nowgorod; † 23. Mai 2014 in Nowosibirsk) war ein russischer Mathematiker, der sich mit Hydrodynamik befasste.
Owsjannikow wurde 1949 an der Lomonossow-Universität promoviert. Er lehrte an der Staatlichen Universität Nowosibirsk, wo er 1968/69 die Mathematikfakultät leitete. 1977 bis 1986 war er Direktor des Instituts für Hydrodynamik der Sibirischen Abteilung der Sowjetischen Akademie der Wissenschaften in Nowosibirsk.
Owsjannikow befasste sich mit Gleichungen der Gasdynamik und anderen angewandte Problemen wie Flüssigkeitsbewegung mit freien Randbedingungen und war ein Pionier in der Klassifikation der Lösung partieller Differentialgleichungen nach gruppentheoretischen Methoden. 1962 klassifizierte er die Lösungen der Euler-Gleichungen nach Symmetrien unter Liegruppen.
1964 wurde er korrespondierendes und 1987 volles Mitglied der Akademie der Wissenschaften der UdSSR. Er erhielt den Leninpreis (1958), 1987 den Staatspreis der UdSSR, 1975 den Orden der Oktoberrevolution, 1967 und 1981 den Orden des Roten Banners der Arbeit sowie weitere staatliche Auszeichnungen. 1989 wurde er mit der Lawrentjew-Goldmedaille der Akademie der Wissenschaften ausgezeichnet.